# Deutschland Cup 2022
33. edycja Deutschland Cup – rozgrywana była pomiędzy 10 a 13 listopada 2022 roku w Krefeld, w hali YAYLA Arena. Zgodnie z tradycją, w turnieju wzięły udział cztery zespoły. Organizatorem turnieju była niemiecka federacja hokejowa, Deutscher Eishockey-Bund (DEB).
W 33 edycji zmagań o Deutschland Cup tytuł sprzed roku obronili reprezentanci gospodarzy. Drugie miejsce zajęła reprezentacja Austrii, natomiast na trzecim miejscu uplasowali się gracze Danii. Najsłabszą drużyną okazała się Słowacja. 

## Wyniki
| 10 listopada 2022 | Austria | 3:2 pd. | Słowacja | YAYLA Arena, Krefeld |

| Szczegóły      | Szczegóły                                                      | Szczegóły            | Szczegóły                                   | Szczegóły                                                                                             |
| -------------- | -------------------------------------------------------------- | -------------------- | ------------------------------------------- | --- |
| Godzina: 16:15 | B. Wolf (EQ) 18:44 D. Heinrich (PP) 23:15 L. Haudum (EQ) 60:32 | (1:1, 1:0, 0:1, 1:0) | 14:51 (EQ) M. Beňo 54:51 (EQ) A. Holešinský | Widzów: 830 Sędzia główny: Benjamin Hoppe Gordon Schukies Sędziowie liniowi: Tim Heffner Jonas Merten |
| Godzina: 16:15 | 2 min. kar                                                     |                      | 10 min. kar                                 | Widzów: 830 Sędzia główny: Benjamin Hoppe Gordon Schukies Sędziowie liniowi: Tim Heffner Jonas Merten |

| 10 listopada 2022 | Niemcy | 3:2 pd. | Dania | YAYLA Arena, Krefeld |

| Szczegóły      | Szczegóły                                                           | Szczegóły            | Szczegóły                              | Szczegóły                                                                                               |
| -------------- | ------------------------------------------------------------------- | -------------------- | -------------------------------------- | --- |
| Godzina: 19:45 | M. Michaelis (EQ) 15:09 D. Schmölz (EQ) 32:47 D. Schmölz (EQ) 63:30 | (1:1, 1:1, 0:0, 1:0) | 18:56 (EQ) A. Koch 25:49 (PP) N. Meyer | Widzów: 1680 Sędzia główny: Martin Fraňo Marian Rohatsch Sędziowie liniowi: Joshua Römer Tobias Schwenk |
| Godzina: 19:45 | 2 min. kar                                                          |                      | 2 min. kar                             | Widzów: 1680 Sędzia główny: Martin Fraňo Marian Rohatsch Sędziowie liniowi: Joshua Römer Tobias Schwenk |

| 12 listopada 2022 | Słowacja | 3:4 pd. | Dania | YAYLA Arena, Krefeld |

| Szczegóły      | Szczegóły                                                      | Szczegóły            | Szczegóły                                                                        | Szczegóły |
| -------------- | -------------------------------------------------------------- | -------------------- | -------------------------------------------------------------------------------- | --- |
| Godzina: 14:00 | V. Čacho (EQ) 29:28 D. Fominych (EQ) 37:33 V. Čacho (EQ) 55:22 | (0:2, 2:1, 1:0, 0:1) | 11:15 (EQ) M. From 15:39 (EQ) M. Poulsen 23:20 (EQ) K. Jensen 61:11 (EQ) M. From | Widzów: 1706 Sędzia główny: Kilian Hinterdobler Gordon Schukies Sędziowie liniowi: Yannik Koziol Tobias Schwenk |
| Godzina: 14:00 | 4 min. kar                                                     |                      | 4 min. kar                                                                       | Widzów: 1706 Sędzia główny: Kilian Hinterdobler Gordon Schukies Sędziowie liniowi: Yannik Koziol Tobias Schwenk |

| 12 listopada 2022 | Niemcy | 3:0 | Austria | YAYLA Arena, Krefeld |

| Szczegóły      | Szczegóły                                                     | Szczegóły       | Szczegóły   | Szczegóły                                                                                           |
| -------------- | ------------------------------------------------------------- | --------------- | ----------- | --------------------------------------------------------------------------------------------------- |
| Godzina: 17:30 | A. Eder (EQ) 05:45 T. Eder (PP) 17:26 D. Leonhardt (EQ) 28:34 | (2:0, 1:0, 0:0) |             | Widzów: 3310 Sędzia główny: Martin Fraňo Benjamin Hoppe Sędziowie liniowi: Tim Heffner Jonas Merten |
| Godzina: 17:30 | 25 min. kar                                                   |                 | 29 min. kar | Widzów: 3310 Sędzia główny: Martin Fraňo Benjamin Hoppe Sędziowie liniowi: Tim Heffner Jonas Merten |

| 13 listopada 2022 | Dania | 1:3 | Austria | YAYLA Arena, Krefeld |

| Szczegóły      | Szczegóły           | Szczegóły       | Szczegóły                                                      | Szczegóły |
| -------------- | ------------------- | --------------- | -------------------------------------------------------------- | --- |
| Godzina: 11:00 | C. Wejse (PP) 17:53 | (1:1, 0:1, 0:1) | 11:42 (EQ) S. Gaffal 28:34 (EQ) L. Haudum 47:24 (PP) M. Kasper | Widzów: 1600 Sędzia główny: Kilian Hinterdobler Marian Rohatsch Sędziowie liniowi: Yannik Koziol Tobias Schwenk |
| Godzina: 11:00 | 12 min. kar         |                 | 32 min. kar                                                    | Widzów: 1600 Sędzia główny: Kilian Hinterdobler Marian Rohatsch Sędziowie liniowi: Yannik Koziol Tobias Schwenk |

| 13 listopada 2022 | Niemcy | 3:0 | Słowacja | YAYLA Arena, Krefeld |

| Szczegóły      | Szczegóły                                                               | Szczegóły       | Szczegóły  | Szczegóły                                                                                             |
| -------------- | ----------------------------------------------------------------------- | --------------- | ---------- | --- |
| Godzina: 14:30 | T. Wohlgemuth (PP) 06:20 T. Eder (PP) 30:50 T. Fleischer (EQ/ENG) 59:46 | (1:0, 1:0, 1:0) |            | Widzów: 3854 Sędzia główny: Martin Fraňo Gordon Schukies Sędziowie liniowi: Jonas Merten Joshua Römer |
| Godzina: 14:30 | 6 min. kar                                                              |                 | 8 min. kar | Widzów: 3854 Sędzia główny: Martin Fraňo Gordon Schukies Sędziowie liniowi: Jonas Merten Joshua Römer |

## Tabela
| Poz. | Zespół   | M | Pkt | Z | WpD | PpD | P | G+ | G- | +/- |
| ---- | -------- | - | --- | - | --- | --- | - | -- | -- | --- |
| 1.   | Niemcy   | 3 | 8   | 2 | 1   | 0   | 0 | 9  | 2  | +7  |
| 2.   | Austria  | 3 | 5   | 1 | 1   | 0   | 1 | 6  | 6  | 0   |
| 3.   | Dania    | 3 | 3   | 0 | 1   | 1   | 1 | 7  | 9  | -2  |
| 4.   | Słowacja | 3 | 2   | 0 | 0   | 2   | 1 | 5  | 10 | -5  |